# گاوسهره باربادوس
گاوسهره باربادوس (نام علمی: Loxigilla barbadensis) نام یک گونه از سرده گاوسهره‌های آنتیل است.

## نگارخانه

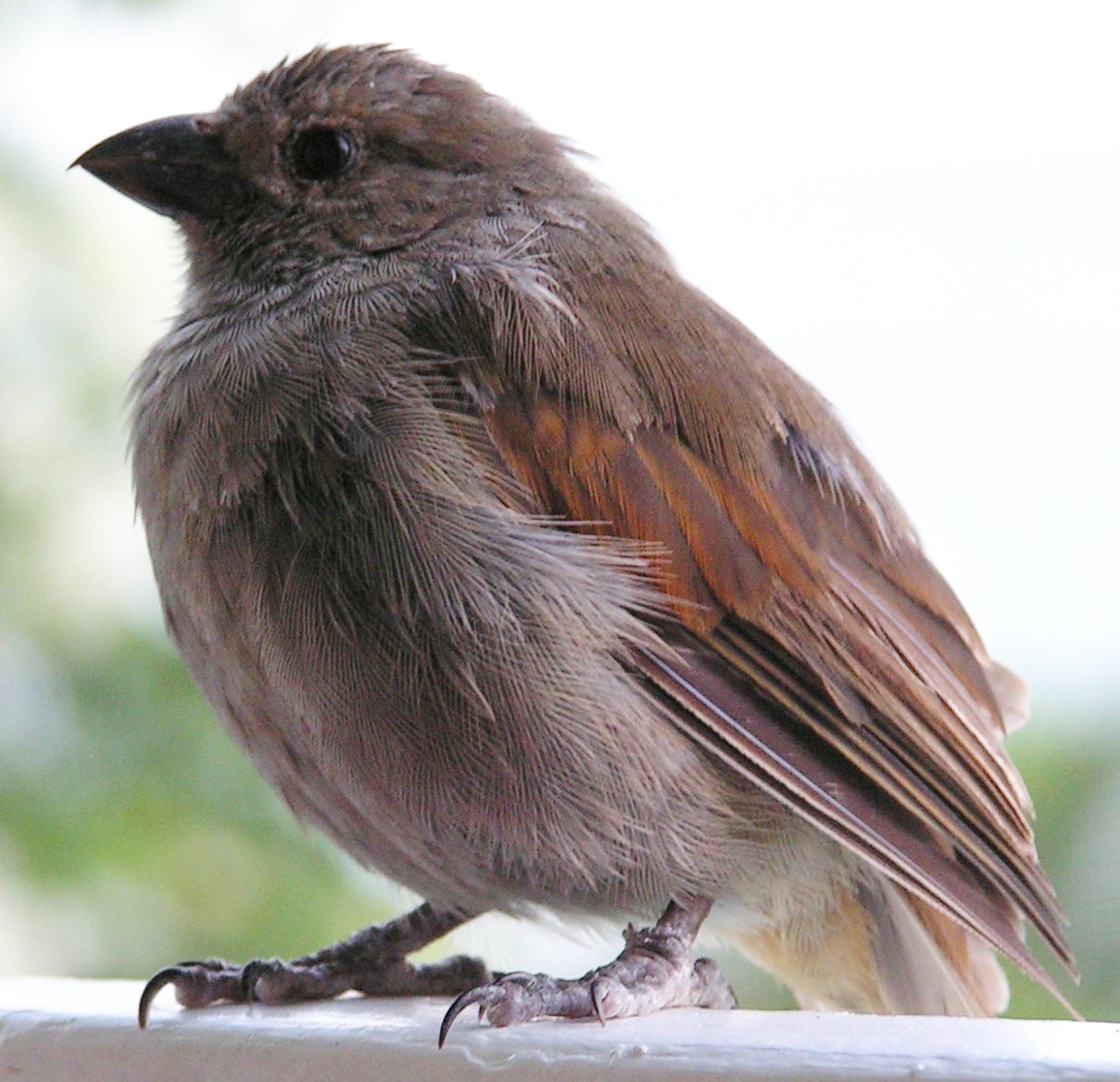
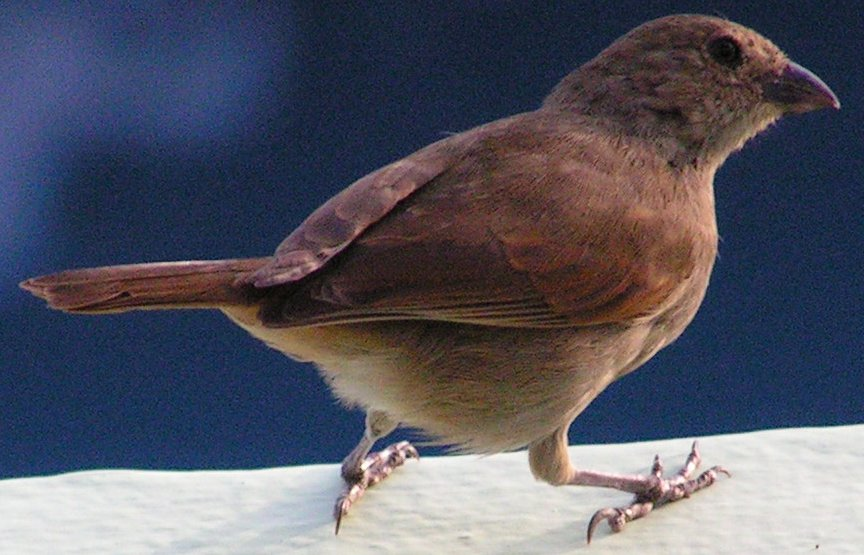